# Базельська конвенція
Ба́зельська конве́нція про контро́ль за транскордо́нним переве́зенням небезпе́чних відхо́дів та їх ви́даленням від 22 березня 1989 року є міжнародним договором, який був розроблений для зменшення руху небезпечних відходів між країнами, і зокрема, для запобігання неконтрольованої утилізації небезпечних відходів у країнах, що розвиваються. Конвенція має на меті мінімізувати кількість і токсичність зібраних відходів, щоб забезпечити екологічно безпечне управління ними якомога ближче до джерела виробництва та надати допомогу країнам, що розвиваються з екологічно безпечного управління небезпечними та іншими відходами, які вони створюють.
Конвенція була підписана 22 березня 1989 року і набрала чинності 5 травня 1992 року. Станом на лютий 2018 року, 185 держав та Європейський Союз ратифікували конвенцію. Гаїті та США підписали Конвенцію, але не ратифікували її.
Україна ратифікувала конвенцію 1 липня 1999 року.